# Mitteldeutsche Kammerphilharmonie
Die Mitteldeutsche Kammerphilharmonie ist das „Hausorchester“ des Salzlandkreises in Sachsen-Anhalt und ging 1991 aus dem 1948 gegründeten Staatlichen Kulturorchester Schönebeck hervor.

## Geschichte
Die Mitteldeutsche Kammerphilharmonie wurde 1948 als Staatliches  Kulturorchester Schönebeck in Schönebeck an der Elbe gegründet.
Die 25 Musiker aus über neun Nationen spielen alle Stilrichtungen von Barock, Romantik, Operette, Neue Musik, Jazz bis Popmusik und bestreiten jährlich mehr als 100 Veranstaltungen.
Es bespielt den Tolberg-Saal Schönebeck, das Carl-Maria-von-Weber-Theater Bernburg, das Salzland-Theater Staßfurt und das Gesellschaftshaus Magdeburg.
Neben bekannten Musikern wie Igor Oistrach, Lars Karlin, Dimitri Ashkenazy, Jule Rosalie Vortisch, Stephan König, Michael Collins, Valentina Babor, Andy Miles, Lothar Hensel, Juliane Behrens, Christian Brembeck, Elena Tkachenko, Yury Revich, Ingrid Kaiserfeld und Vadim Chaimovich gastieren auch immer wieder junge hochtalentierte Solisten wie Sergej Zimmermann (Violine) oder Nikolai Erpilev (Trompete) mit dem Orchester.
Tourneen führten u. a. nach Frankreich, Kuba, Südafrika, Polen, Litauen, Tschechien, Skandinavien und die Niederlande.
Kultureller Höhepunkt seit 1997 ist der jährliche Schönebecker Operettensommer auf der Freilichtbühne des Bierer Bergs bei Schönebeck.
Weitere Projekte sind das jährliche Musikfest Klänge im Raum mit zahlreichen Kinder- und Jugendkonzerten, sowie CD-Einspielungen. Rundfunk- und Fernsehaufnahmen mit dem NDR, MDR und Deutschlandradio Kultur.
2014 war das Orchester u. a. bei den Walkenrieder Kreuzgangkonzerten zu hören.

## Dirigenten
- Kurt Hennemann (1948–1970)
- Günther Wendemuth (1970–1990)
- Rolf Stadler (1992–1996)
- Stefanos Tsialis (1996–2005)
- Christian Simonis (2005–2013)
- Gerard Oskamp (2013–2019)
- Jan Michael Horstmann (seit 2019)

## Diskografie (Auswahl)
- Joaquín Rodrigo: Spanish night – concertos for 1, 2 and 4 guitars & orchestra (Hänssler, 2000)
- Dieter Salbert: 3 Romanzen für Saxophon und Streicher (D. Karsch, Mathias Sorof, 2003)
- Raven – works by Mikis Theodorakis and Harald Genzmer (Holger Busse, 2004)
- Wolfgang Amadeus Mozart, Franz Liszt, Joaquín Rodrigo, Frédéric Chopin, Felix Mendelssohn Bartholdy, Robert Schumann: Zeit zu zweit (Hänssler, 2006)